# نسر أحمر الرأس
نسر أحمر الرأس (الإسم العلمي: Sarcogyps calvus)(بالإنجليزية Red-headed vulture ) هو من نسور العالم القديم و ينتمي إلى فصيلة بازية,موطنه الرئيسي في الهند و لكن يمكن العثور عليه في بعض أجزاء جنوب شرق أسيا

## الوصف
النسر أحمر الرأس هو نسر متوسط الحجم يبلغ طوله من 76 إلى 86 سم (30 إلى 34 بوصة) ، ويزن 3.5-6.3 كجم (7.7-13.9 رطلاً) ويبلغ طول جناحيه حوالي 1.99-2.6 م (6.5-8.5 قدم). رأسها عاري من الريش و لونه أحمر غامق مائل إلى برتقالي عند البالغين ، و أحمر شاحب عند الطيور اليافعة. له ريش أسود مع شريط رمادي شاحب تحت جناحيه. يختلف لون قزحية العين بين الجنسين: فالقزحية عند الذكور أكثر شحوبًا مائلة للبياض ، بينما تكون عند الإناث بنية داكنة.

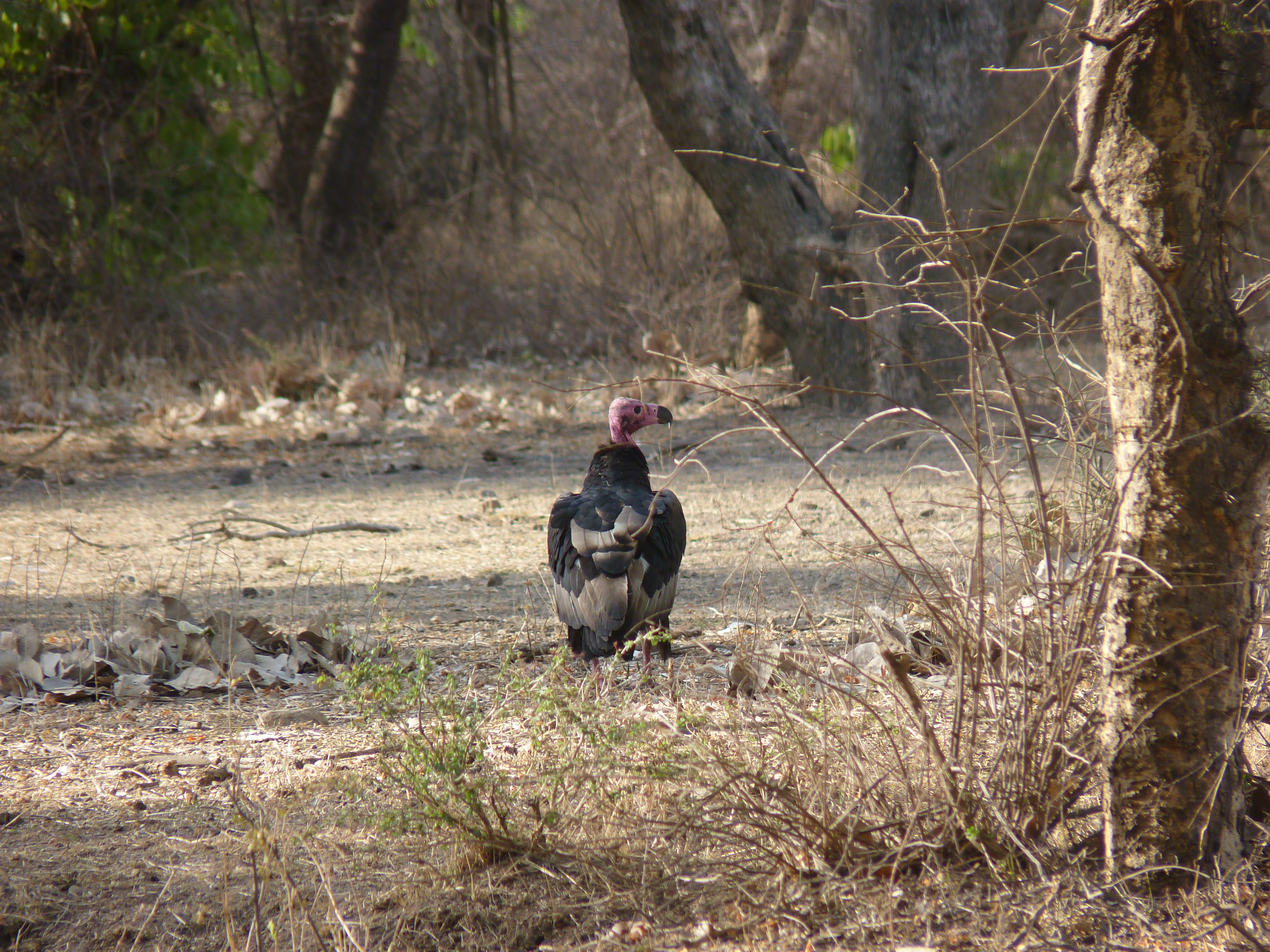
أنثى النسر احمر الرأس في منتزه رانثامبور الوطني

## الغذاء
النسر أحمر الرأس مثل جميع النسور فهو يأكل الجيف كغذاء رئيسي.

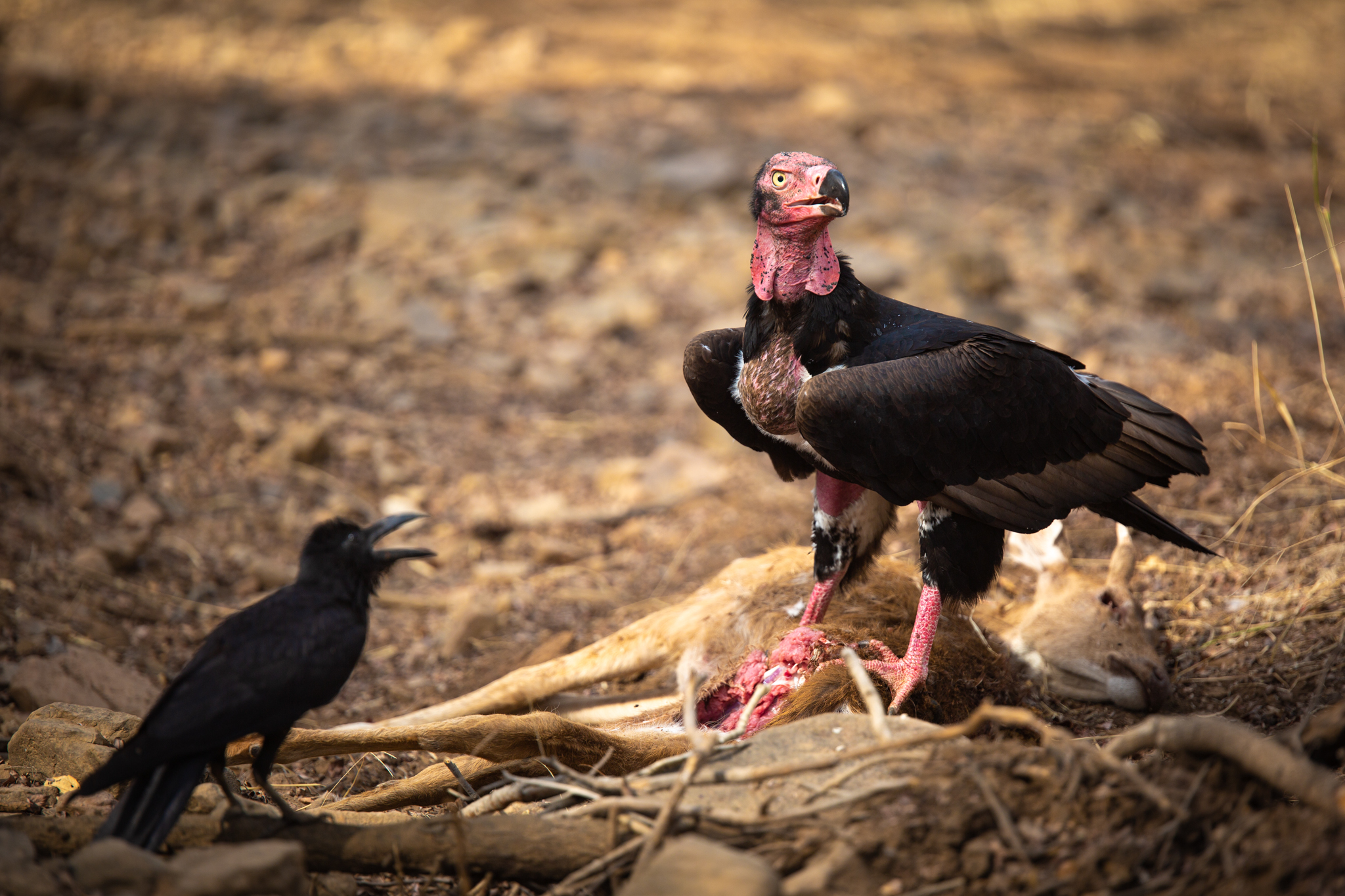
نسر أحمر الرأس يأكل من جثة أيل مرقط

## التوزيع و المسكن
كان هذا النسر ذو أعداد كبيرة تاريخيا ، ويتنوع على نطاق واسع عبر شبه القارة الهندية ، وكذلك شرقًا إلى جنوب وسط وجنوب شرق آسيا ، ويمتد من الهند إلى سنغافورة .و لكن اليوم ، يتم تحديد نطاق النسر أحمر الرأس بشكل أساسي في شمال الهند. عادة ما يكون في الأراضي المفتوحة وفي أراضي شبه الصحراوية.توجد أيضا في سفوح الجبال ووديان الأنهار. يطير في العادة على إرتفاع 3000 متر .

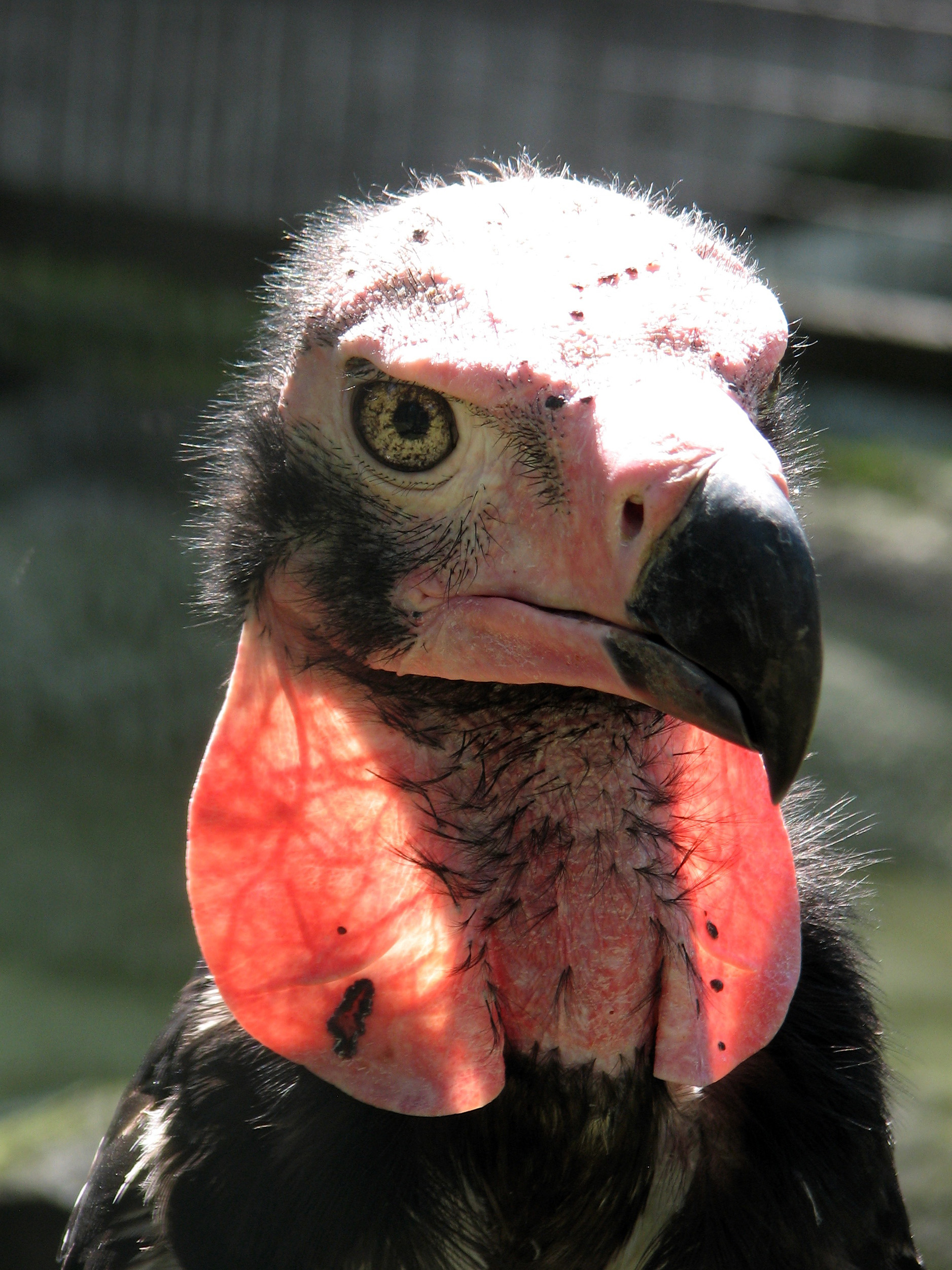
في حديقة حيوانات برلين

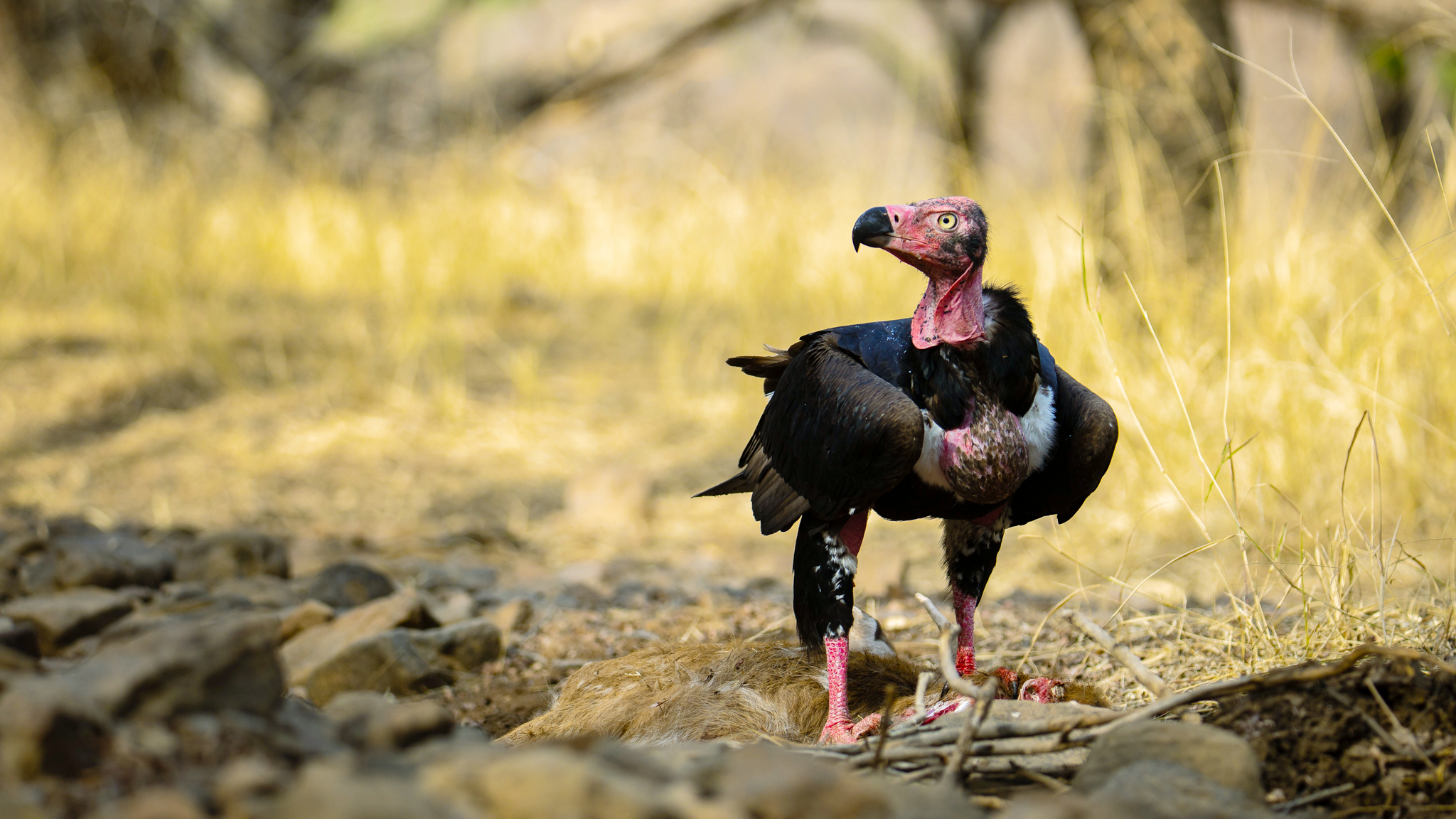
نسر أحمر الرأس في حديقة رانثامبور الوطنية